# Crossostemma laurifolium
Crossostemma  es un género monotípico de plantas con flores perteneciente a la familia Passifloraceae. Su única especie, Crossostemma laurifolium, es originaria de Costa de Marfil.

## Descripción
Es un arbusto o trepador; con zarcillos presentes que se encuentra en el bosque cerrado como arbusto secundario.

## Taxonomía
Crossostemma laurifolium fue descrita por Planch. ex Benth. y publicado en Niger Flora 375. 1849.